# The Sims 2: Castaway
Не стоит путать с The Sims Castaway Stories, похожей игрой, выпущенной в 2008 году для PC.
The Sims 2: Castaway (рус. «The Sims 2: Робинзоны») — видеоигра , разработанная компанией EA Redwood Shores и выпущенная Electronic Arts 22 октября 2007 года; издателем версии для PSP в России и близлежащих странах выступает компания Soft Club. В русском варианте издания игра не была локализована, все тексты были оставлены на английском языке. Игра выпущена для игровых приставок PlayStation 2, PlayStation Portable, Nintendo DS и Wii. Также была разработана упрощенная версия для мобильных телефонов с поддержкой Java.
The Sims 2: Castaway является спин-оффом — ответвлением от основной игры The Sims. В отличие от основных игр серии, Castaway в некоторой степени ограничивает рамки игры и вводит в нее новые особенности. Главной темой стало пребывание симов — так именуются персонажи серии игр — на необитаемом острове. Игровой процесс завязан на стратегии выживания и добычи ресурсов.
В 2008 году для персонального компьютера была издана похожая игра под названием The Sims Castaway Stories (рус. «The Sims. Истории робинзонов»).

## Игровой процесс
Игровой процесс и управление во многом схожи с оригинальной The Sims. Согласно сюжетной истории, симы, отправившись в путешествии на яхте, терпят кораблекрушение. Их выбрасывает на необитаемый остров. Симы игрока, созданные собственноручно или выбранные из уже предоставленных вариантов, вынуждены добывать пищу, обустраивать импровизированное жилище, исследовать местность в поисках древних руин и сокровищ и т.д.
Игра начинается с создания персонажа, где игрок может настроить пол и внешность управляемого сима. Также игрок может создать до 6 персонажей-NPC, которые со временем будут сталкиваться с главным героем и могут собраться в группу, «племя», разделяя задания по ремеслу и добыче ресурсов. С одной стороны игроку будет необходимо удовлетворять потребности всех персонажей, что повышает уровень сложности, с другой стороны распределение трудовой деятельности позволит с большей лёгкостью добывать пищу и заниматься ремеслом.

Изображение игрового процесса

Игровой процесс завязан на микроменеджменте, где игрок должен исследовать окружающее пространство, находить предметы и создавать из найденных материалов новые вещи, которые в свою очередь откроют симу новые возможности добычи пропитания и даже построить собственную хижину. Со временем сим сумеет освоить такие оригинальные навыки, как например выплавление стекла из песка, высиживание яиц, рыбалка на акул, собирание дождевой воды для душа и так далее. По мере того, как один или несколько персонажей усваивают навыки и образ жизни на острове, они могут позволить себе более роскошный образ жизни, связанный с эстетикой, развлечениями и поддержанием здоровья персонажа. Открывая новые локации, сим может выбрать для себя новую стоянку для жизни.
В игре реализована смена времени суток, а также система осадков, которая влияет на комфорт симов. Также в игре имеются катаклизмы, например землетрясения. Выбор профессии и характера персонажа происходит в самом начале игры, на этапе настройки внешности и прочих характеристик сима. Игрок может создавать одежду, орудия труда, мебель и постройки из добытых в игре природных ресурсов. Со временем одежда на симе изнашивается, он должен зашивать дырки на одежде, или же создавать новую из подручных средств. Со временем волосы и борода (у мужчин) тоже растут и их можно стричь.
Сам остров не является открытым миром, а разделён на несколько крупных локаций, между которыми осуществляется переход. Персонаж может следовать сюжетным линиям по желанию, а также исследовать тайны острова, например поиск руин древней цивилизации, или пришельцев, разбивших свой лагерь на острове. Игровой мир включает в себя всего три острова и 26 локаций в них. Локации представляют собой побережья пляжа, джунгли, где можно добывать еду и ресурсы, локации возле вулкана.

### Для портативных и мобильных устройств
Версия игры для Nintendo DS имеет похожую концепцию, что и игры для игровых приставок, однако тут делается особый уклон на мини-игры, появляющиеся в нижнем экране (ловить рыбу, достать жуков, разжечь костёр итд.). Также в игру были добавлены рецепты, позволяя симу создавать новые блюда, комбинируя разные ингредиенты. Задача игры сводится с поиску предметов, если их все собрать, игра считается полностью пройденной.
Версия игры для мобильных телефонов, требующая Java для запуска, начинается с экрана создания персонажа. Игрок может выбрать пол сима и одну из нескольких разновидностей одежды. Перемещаясь по необитаемому острову, игрок выполняет различные задания (квесты), которые можно получить от других персонажей, обустраивает жилище и следит за выполнением потребностей. В качестве своеобразной валюты на острове используются различные найденные предметы и фрукты. Некоторые задания требуют предварительного установления дружеских отношений с персонажем.

## Создание
Разработкой игры занималась студия The Sims Division. Для создания игры был взят игровой движок консольной версии The Sims 2 Pets, при этом изначально разрабатывались версии игры для Xbox и GameCube, от последней были решено отказаться в связи с тем, что Nintendo выпустила игровую приставку Wii, на которую и была портированна игра.
Решение создать игру The Sims Castaway пришла с идеи поместить привычных для многих игроков симов в совершенно новую и не знакомую для них ситуацию. Подобная концепция дальше всех отошла от ранee созданных игр серии The Sims, которые являются отражением цивилизации и культуры потребительства. В Castaway же управляемый персонаж также происходит из привычного для франшизы мира The Sims, однако оказывается в новой для себя ситуации и вынужден приспосабливаться к иному образу жизни. Игрок имеет возможность создать что-то совершенно новое, а не употреблять готовые блага, к которым он так привык в предыдущих играх The Sims, что имел привычку даже не замечать их: «холодильники, тостеры, возможность готовить, работа, семья — всё это часть цивилизации, представьте себе, что это всё убрано, сим остался ни с чем, кроме того, что он может найти на этом острове, в этом и заключалась исходная идея игры». При этом особый акцент разработчики сделали на окружающем пространстве и пейзажах острова.
Бен Белл, один из разработчиков также заметил, что идея выживания на необитаемом острове всегда оставалась и остаётся излюбленной темой людей, начиная с древнегреческого поэмы Одиссеи, заканчивая такими современными телесериалами, как Survivor и «Остаться в Живых», события в данных произведениях стали объектом вдохновения для разработчиков, которые пришли к выводу, будет крайне интересно создать геймплей на основе идеи о выживании и жизни в дикой местности.
Тем не менее разработчики не желали зацикливаться исключительно на выживании, как в сериале «Остаться в Живых», давая возможность игрокам налаживать полноценную жизнь на острове, например создавать музыкальные инструменты и устраивать вечеринки на пляже, как это например есть в телесериале Остров Гиллигана. Решение добавить возможность управления несколькими симами разработчики объяснили тем, что это позволяет создавать игроку новые и интересные сценарии, например возможность создать семью, группу друзей, или же группу соперников, где игрок может играть в обе стороны.
Решение разработать игру для PlayStation 2, несмотря на то, что в этот момент на рынок выходила PlayStation 3, разработчики объяснили тем, что у PS2 была по прежнему крупная игровая аудитория, в том числе и игроков, знакомых с консольными версиями The Sims, разработчики же сомневались, что продажи игры для PS3 будут лучшими.
Симы в игре разговаривают на вымышленном языке симлиш, женского персонажа озвучила актриса Дебора Элиэзер, мужского персонажа озвучил актёр Стивен Кирин. Фоновую музыку к дополнению написал Силас Хайт.

## Выход
Впервые анонс игры состоялся на игровой выставке Е3, где также стало известно, что игра выйдет для игровых приставок. Впервые геймплей игры был продемонстрирован в сентябре 2007 года. Выход игры состоялся 22 октября 2007 года для PlayStation 2, PlayStation Portable, Nintendo DS и 23 октября для Wii. В России игра на английском языке издавалась компанией СофтКлаб и была выпущена 12 ноября 2007 года для PlayStation 2 и Wii и 19 ноября для PlayStaion Portable.
Версия для Nintendo DS представляет собой самостоятельно созданную игру на другом игровом движке, но с сохранением общей концепции, с главной разницей в том, что особый акцент в игре делается на мини-игры. Разработкой игры занималась студия Full Fat.

### The Sims Castaway Stories
Ещё до выпуска Castaway, разработчики высказали своё желание создать версию игры для персональных компьютеров. Так, 29 января 2008 года на прилавки магазинов вышла игра The Sims Castaway Stories в рамках серии The Sims Life Stories. В России русская локализация под названием «The Sims: Истории робинзонов»
была выпущена 15 февраля 2008 года.
Для разработки компьютерной версии использовался игровой движок The Sims 2, хотя игра не является частью франшизы The Sims 2. Геймплей Castaway Stories во многом подобен Castaway — игрок играет за одного или нескольких персонажей, должен добывать себе пищу, изучать локации острова, сталкиваться с экзотической флорой и фауной. Тем не менее игра более подобна стандартным The Sims. Игрок может в редакторе строительства создавать здания, обустраивать дом мебелью. Остров населён разными симами — другими попаданцами и местными туземцами. В игре есть все возрастные категории, симы могут взрослеть, стареть и рожать детей.

### Java
В октябре 2008 года вышла игра для мобильных платформ The Sims 2: Castaway Mobile с поддержкой Java, где управляемый персонаж должен выживать на диком необитаемом острове.

Демонстрация игрового процесса

Игра начинается с того, что управляемый сим попадает на необитаемый остров, где должен ловить рыбу, добывать дрова для разведения костра и собирать пальмовые листья для строительства укрытий. Игрок должен удовлетворять базовые потребности сима, например соблюдать гигиену моясь под водопадом. Чтобы добыть еду, надо ловить рыбу или встряхивать деревья, чтобы добыть фрукты. Сим также должен отдыхать в укрытии и находить других попаданцев, чтобы не обезуметь от одиночества. Некоторые предметы или еду можно найти только в определённое время суток.
Задача игрока сводится к тому, чтобы найти других симов, попавших на остров также в результате кораблекрушения и выполнить задания по поиску определённой еды, чтобы взамен получить ценные предметы или одежду. Также со временем игрок получит доступ к танцевальной мини-игре, чтобы повышать досуг. В начале игры доступны только четыре области, но получение доступ к новым предметам, позволяющим избавляться от ограждающих поз позволяет изучить новые области, таким образом локация расширяется, а игровой процесс становится менее линейным.
Критик сайта Pocket Gamer в целом похвалил игру, заметив, что она предоставляет почти столько же контента, что и консольная или портативная версия. Рецензент назвал java-версию Castaway очень симпатичной игрой, единственная проблема которой заключается в том, что она слишком сильно зависит от сбора предметов и игрок должен быть готов к тому, что часто его сим будет находиться в уставшем и голодном состоянии. Также большая локация может стать причиной того, что игрок забудет, «где находится та самая пальма с кокосами». Тем не менее в целом игра по мнению критика вполне отражает идею идиллической жизни в острове: «забудьте о домашних животных или походе в боулинг. Кажется попасть в трагическую аварию на лодке гораздо веселее, если вы сим».

## Оценки
| Сводный рейтинг    | Сводный рейтинг | Сводный рейтинг | Сводный рейтинг |
| Издание            | Оценка          | Оценка          | Оценка          |
| Издание            | PS2             | PSP             | Wii             |
| ------------------ | --------------- | --------------- | --------------- |
| GameRankings       | 68,39 %         | 66,00 %         | 75,19 %         |
| Metacritic         | 71/100          | 64/100          | 73/100          |
| Иноязычные издания |                 |                 |                 |
| Издание            | Оценка          | Оценка          | Оценка          |
| Издание            | PS2             | PSP             | Wii             |
| Eurogamer          | 5/10            | N/A             | N/A             |
| GameRevolution     | N/A             | N/A             | [ 30 ]          |
| GameSpot           | 7,5/10          | N/A             | 8/10            |
| GamesRadar+        | N/A             | [ 33 ]          | N/A             |
| GameZone           | 7,5/10          | N/A             | N/A             |
| IGN                | 7,5/10          | 5,9/10          | 7,5/10          |
| OPM                | 50 %            | N/A             | N/A             |

Castaway получила смешанные отзывы критиков. С одной стороны они похвалили игру за большое разнообразие геймплея, множество возможностей изучать окружающую среду и способов добывать пищу и заниматься ремеслом. Однако критики не оценили качество графики в игре, назвав её грубой и сильно устаревшей.

### Для игровых приставок
Элиза Фиор с сайта GameSpot считает, что игра обязана существованию популярности таких сериалов, как Остров Гиллигана и Остаться в живых. Несмотря на то, что виртуальные человечки покинули зону комфорта и попали в не гостеприимный пляж, игре Castaway по мнению критика по прежнему удалось сохранить юмор, присущий играм серии The Sims, а также любовь к связанным с поп-культурой и сверхъестественным темам, таким, как например разбившиеся корабли, самолёт и древние храмы, полные тайн и опасностей. Критик GameSpy назвал Castaway прекрасным примером того, как уже продолжительная серия The Sims может предлагать свежие идеи симуляции жизни. Джефф Хейнс с сайта IGN заметил, что игрокам, любящим симулятор жизни крайне важно понимать, что Castaway — это прежде всего симулятор выживания, требующий от игрока постоянной смекалки и воображения, без которых он не сможет далеко продвинуться. При этом, если в самом начале задачи не сложны, то со временем чувство, будто игрок врезается в кирпичную стену будет происходить всё чаще и чаще. Представитель Game Chronicles заметил, что если игрока мало интересует ограничение в строительстве, но он любит принимать вызов открытого игрового процесса, то игра Castaway — это именно то, что ему нужно попробовать. Рецензент Eurogamer назвал игру, несмотря на сохранение базовой игровой механики Sims — приключенческой. Журналист с Playstation Magazine с сарказмом заметил, что прежде никогда не пробовал столь фешенебельную игру о выживании.

Критик сайта GameSpot назвал окружающую среду — настоящим шедевром игры. Игровой процесс, связанный с изучением природы, добычей пропитания, созданием и использованием орудий труда, взаимодействием животных настолько велик, что игроку придётся потратить минимум 10 часов на то, чтобы изучить весь этот геймплей. При этом игра позволяет игроку поэтапно изучать способы выживания на острове. Также критик оценила возможность самому создавать одежду и стричь волосы. При этом критик также оценил переосмысление социальных отношений в игре, которые жизненно необходимы для выживания на острове. Неоднозначную оценку по поводу взаимодействий оставил рецензент IGN, заметив, что возможность образовать своё племя в игре звучит классно, с другой стороны NPC слишком глупы и без надзора управляемого сима зачастую не способны справиться с базовыми заданиями и удовлетворением собственных потребностей.
Рецензент IGN раскритиковал имеющийся в игре инвентарь, отсутствие доступа к найденным предметам в стандартном меню создания. Вместо этого, они размещаются в инвентаре «планы» при нажатии паузы в игре. Игра не позволяет размещать предметы и работать с ними за пределами стоянки сима, что по мнению критика сильно ограничивает игрока в свободе. Также рецензент счёл странным, что симы сразу же начинают поедать цветы, ягоды и фрукты со всех растений, не разбираясь, могут ли они быть ядовитыми. Критик с сарказмом заметил, что у персонажей явно железный желудок.
Представитель IGN назвал качество графики игры слабым, а симы вне зависимости от своего состояния выглядят всё время ужасно на экране. Похожее мнение выразил и представитель EuroGamer, назвав игровой движок Castaway настолько сырым и неуклюжим, что он больше подобен консольным играм The Sims 2003-4х годов, ещё до эпохи The Sims 2, что по мнению критика непростительно для 2007 года. Графика в игре грубая и примитивная, но при этом игра часто зависает и страдает от низкой частоты смены кадров. Журналист Playstation Magazine жаловался на медлительность игры и постоянные загрузки, например при попытке открыть инвентарь или чтобы посещать другие участки острова.

### Для PSP
Критик Worthplaying назвал игровой процесс Castaway для PSP структурированным, с одной стороны сохраняя открытую симуляцию, с другой стороны сохраняя импульс ситуации. Графика по меркам портативного устройства является яркой и вполне сносной, а управление в игре простое и понятное, хотя и без возможности управлять камерой. Критик назвал геймплей игры увлекательным и разнообразным. От игрока требуется хорошая организация своего подопечного и смекалка, чтобы выжить, небольшие ошибки могут обернуться настоящей катастрофой, например если оставить непотушенным костёр слишком близко в жилищу.
Более сдержанный отзыв оставил критик IGN, заметив, что смысла при создании персонажа прописывать ему определённые качества и навыки — совершенно нет, так как персонажи всё равно ведут себя одинаково. В целом игра наделена всеми преимуществами и недостатками игры для игровых приставок в плане большого разнообразия геймплея, плохо проработанного инвентаря и плохого качества графики, в придачу, версия от PSP страдает обилием внутриигровых ошибок, например исчезновение вещей из инвентаря.